# Kohei Tanaka
Kohei Tanaka (田中 康平 Tanaka Kohei?), född 11 december 1985 i Hokkaido prefektur, är en japansk före detta fotbollsspelare.
Tanaka började sin karriär 2004 i Kashima Antlers. 2005 blev han utlånad till Montedio Yamagata. Han gick tillbaka till Kashima Antlers 2006. Med Kashima Antlers vann han japanska ligan 2007 och japanska cupen 2007. 2008 flyttade han till Vegalta Sendai. Efter Vegalta Sendai spelade han för FC Ryukyu och Tokachi FC. Han avslutade karriären 2017.